# Epicephala spinula
Epicephala spinula är en fjärilsart som beskrevs av Clarke 1986. Epicephala spinula ingår i släktet Epicephala och familjen styltmalar. Inga underarter finns listade i Catalogue of Life.